# Zuid-Sotho
Het Zuid-Sotho (Zuid-Sotho: Sesotho) is een van de twaalf officiële talen van Zuid-Afrika. Het wordt door ongeveer 3.849.000 mensen als moedertaal gesproken (census 1996) en is de meest gesproken taal in de provincie Vrijstaat. Ook is het de officiële taal van Lesotho en een van de zestien officiële talen van Zimbabwe.
Er zijn een paar orthografische verschillen tussen het Zuid-Sotho van Zuid-Afrika en dat van Lesotho. Zuid-Sotho behoort tot de Sotho-Tswana talen.